# Trachypithecus germaini
Espèce
Synonymes
- Trachypithecus koratensis (Kloss, 1919)
- Trachypithecus mandibularis (Kloss, 1916)
- Trachypithecus margarita (Elliot, 1909)

Statut de conservation UICN

 EN A2cd : En danger
Trachypithecus germaini est une espèce en danger qui fait partie des Primates. C’est un  singe de la famille des Cercopithecidae.

## Répartition

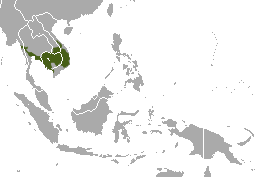
Répartition (en vert) de Trachypithecus germaini en Asie du Sud Est

L'espèce est répartie de façon imprécise au Cambodge et ses pays voisins, Laos, Birmanie, Thaïlande et Viet Nam.

## Liste des sous-espèces
Selon Mammal Species of the World (version 3, 2005)  (29 mars 2011) :
- sous-espèce Trachypithecus germaini caudalis
- sous-espèce Trachypithecus germaini germaini